# 나는 왕이로소이다
《나는 왕이로소이다》는 2012년 개봉한 한국의 영화이다. 조선판 "왕자와 거지" 이야기를 다룬 사극 코미디 영화로, 주연을 맡은 주지훈은 이 작품으로 2009년 마약 사건 이후 3년만에 복귀하였다.

## 줄거리
조선 시대, 왕위 계승을 앞둔 충녕대군은 학문에만 몰두하며 왕이 되기를 거부한다. 형들이 왕의 눈에 들지 못하자 아버지 태종은 충녕에게 왕위를 물려주려 하지만, 그는 답답한 궁궐을 벗어나 자유로운 삶을 꿈꾼다. 대관식을 앞두고 궁궐 담을 넘은 충녕은 우연히 궁에 들어온 천민 노비 덕칠을 만나게 된다. 덕칠은 반역죄 누명을 쓴 자의 딸이자 사랑하는 여인을 구하러 왔다가 붙잡힌 상황이었다.
놀랍게도 충녕과 똑같이 생긴 덕칠을 본 충녕은 기회를 잡고 그와 옷을 바꿔치기하여 신분을 위장한다. 하지만 불행히도 충녕은 정신을 잃고 깨어난 후 노비로 오해받게 되고, 덕칠은 얼떨결에 왕위에 오르게 된다. 궁궐 밖으로 나간 충녕은 백성들의 고된 삶과 극심한 빈곤을 직접 경험하며 세상에 눈을 뜨게 된다.

## 캐스팅
- 주지훈 - 충녕대군 / 덕칠 역
- 백윤식 - 황희 역
- 변희봉 - 신익 역
- 박영규 - 태종 역
- 임원희 - 해구 역
- 이하늬 - 수연 역
- 김수로 - 황구 역
- 백도빈 - 양녕대군 역
- 임형준 - 장영실 역
- 김응수 - 푸줏간 늙은이 역
- 김소현 - 솔비 역
- 한여울 - 조공처녀 역
- 이미도 - 세자빈 역
- 윤경호 - 근배 역
- 이철희 - 동래현 사또 역
- 권혁수 - 수연부 역
- 이대광 - 떡대 1 역
- 이정훈 - 떡대 2 역
- 김왕근 - 이방 역
- 양명헌 - 황희 무관 역
- 장태민 - 노비 역
- 변주현 - 의금부도사 역
- 임학순 - 모가비패 역
- 정운 - 양녕 패거리 역
- 함진성 - 양녕 패거리 역